# M18A1 Claymore
M18A1 Claymore – amerykańska kierunkowa mina przeciwpiechotna.
Mina M18A1 została skonstruowana w Picatinny Arsenal i jest przeznaczona do odpierania zmasowanych ataków piechoty. Mina składa się z prostokątnego korpusu z polistyrenu wzmocnionego włóknem szklanym zawierającego 0,7 kilograma C4. Przednią ścianę korpusu tworzy płytka z tworzywa sztucznego z zatopionymi w żywicy epoksydowej 700 stalowymi prefabrykowanymi odłamkami w kształcie kul. Kąt rażenia jest zbliżony do 60°. „Strefa śmierci” wynosi 50 metrów, ciężkie obrażenia do 100 metrów, niebezpieczny do 250 metrów. Odłamki wsteczne do 16 metrów.
Mina M18A1 może być odpalana ręcznie (najczęstszy sposób użycia) lub przy pomocy zapalnika o działaniu naciągowym.